# Joseph Joachim
Joseph Joachim, född den 28 juni 1831 i Kittsee nära Pressburg, död den 15 augusti 1907 i Berlin, var en ungersk violinist. 
Joachim, som hade judiska föräldrar, uppträdde redan i sitt åttonde år som musikaliskt underbarn. Han undervisades i först i Wien av Joseph Böhm, och från tolv års ålder i Leipzig under ledning av Felix Mendelssohn, Robert och Clara Schumann, Moritz Hauptmann, Ferdinand David, Niels W. Gade och Franz Liszt. Under den sistnämnde blev han 1849 konsertmästare i Weimar, men kände sig inte hemma i den nytyska riktningen där, vilket medförde att han 1853 överflyttade till en motsvarande befattning i Hannover, där han övergick till lutherska bekännelsen. 
År 1863 gifte Joachim sig med Amalie Schneeweiss  samt företog konsertresor till Europas förnämsta städer. Efter Hannovers erövring av preussarna 1866 flyttade han till Berlin, där han 1868 blev direktör för den nya Hochschule für Musik (sedermera efter dess omorganisation ordförande i styrelsen och föreståndare för högskolans stråkavdelning). 
Joachim ansågs vara en av sin tids främsta exekutörer och lärare på violin, vilket ledde till att han kallades "violinkonungen". Hans specialitet var klassiska mästare, som Johann Sebastian Bach, Ludwig van Beethoven, Louis Spohr, Felix Mendelssohn; han hörde till de virtuoser, för vilka kompositörens intention är högsta ideal och effekten underordnad. Även i kvartettspelet sågs han som en mästare, och den stråkkvartett han bildade i Berlin, med Heinrich de Ahna (efterträdd av Georg Richard Kruse och Carl Halir) samt Emanuel Wirth och Robert Hausmann, betraktades allmänt som den bästa i Tyskland, i synnerhet i föredraget av Beethovens sista arbeten. 
För uppskattningen av Johannes Brahms musik verkade Joachim nitiskt. Som dirigent utmärkte han sig på de stora rhenska musikfesterna. I London uppträdde han årligen på konserter och kammarmusiksoaréer. Han firades utomordentligt i England samt blev hedersdoktor i Cambridge, Oxford och Glasgow. 
Joachim invaldes som ledamot av Kungliga Musikaliska Akademien 1870 och besökte Sverige i sällskap med sin fru 1875 . Han komponerade i Schumanns anda tre konserter med mera för violin, flera ouvertyrer (bland annat Hamlet), några marscher och en scen ur Demetrius.